# Ligne de Vitrey - Vernois à Bourbonne-les-Bains
La ligne de Vitrey - Vernois à Bourbonne-les-Bains est une ancienne ligne de chemin de fer française embranchée sur la ligne de Paris-Est à Mulhouse-Ville en gare de Vitrey-sur-Mance (parfois dite de Vitrey - Vernois), en Haute-Saône, et destinée à desservir la station thermale de Bourbonne-les-Bains, dans le département de la Haute-Marne.
Elle constituait la ligne no 050 000 du réseau ferré national. Historiquement, elle constituait la ligne 288 dans l'ancienne numérotation SNCF des lignes de la région Est.

## Historique
La ligne est concédée à la Compagnie des chemins de fer de l'Est par une convention signée le 17 juin 1873 entre le ministre des Travaux publics et la Compagnie. Cette convention est approuvée à la même date par une loi qui déclare la ligne d'utilité publique. La ligne est ouverte à l'exploitation le 26 décembre 1880.
Elle est fermée au service des voyageurs le 15 décembre 1950 et à celui des marchandises le 1er janvier 1991.

## Vestiges
Il ne subsiste aujourd'hui que l'entrepôt de Voisey, le bâtiment de la gare de Bourbonne-les-Bains (abritant actuellement Le Relais Petite Enfance) et la gare de Vitrey-sur-Mance (ouverte au service de l'Infrastructure de la SNCF) ainsi que plusieurs ponts dont celui de Voisey.